# Eva O
Eva O (Las Vegas, Nevada; 11 de enero de 1961) es una cantante, músico y compositora estadounidense, conocida por haber sido la vocalista de Christian Death y Shadow Project junto con su marido en ese entonces Rozz Williams, antes de trabajar junto a su esposo Rozz Williams, Eva O formó el grupo de deathrock Super Heroines en 1981, donde Eva hacía de voz principal y guitarra. 
Es una de las figuras más notables de la escena gótica estadounidense y ha tenido una influencia significativa en el death rock, lo que le valió el título de la "Reina de la oscuridad".

## Discografía

### Solitario
- Past Time (1993)
- Demons Fall for an Angel's Kiss (1994)
- Damnation (Ride the Madness) (1999)
- Damnation/Salvation  (2005)

### Christian Death
- Only Theatre of Pain (1982)
- Iron Mask (1992)
- Path of Sorrows (1993)
- Rage of Angels (1994)

### Shadow Project
- Shadow Project (1990)
- Dreams for the Dying (1993)
- In Tuned Out (1994)
- From the Heart (1998)

### Super Heroines
- Cry for Help (1982)
- Souls that Save (1983)
- Love and Pain (1993)